# Miłorada
Miłorada – słowiańskie imię żeńskie złożone z członów  Mił- ("miła", "miłująca") i -rada ("być zadowolonym, chętnym, cieszyć się" lub radzić - "troszczyć się, dbać o coś"). Męski odpowiednik: Miłorad.
W 1994 roku imię to nosiły 2 kobiety w Polsce.